# Ilex divaricata
Ilex divaricata är en järneksväxtart som beskrevs av Carl Friedrich Philipp von Martius och Reiss. Ilex divaricata ingår i släktet järnekar, och familjen järneksväxter. Inga underarter finns listade i Catalogue of Life.